# Erbium
Erbium (chemická značka Er, latinsky Erbium) je měkký stříbřitě bílý, přechodný kovový prvek, 12. člen skupiny lanthanoidů. Nachází využití při výrobě speciálních slitin pro jadernou energetiku a ve sklářském a keramickém průmyslu. Významnou roli též hraje v konstrukci optických vláknových zesilovačů EDFA.

## Základní fyzikálně-chemické vlastnosti
Erbium je stříbřitě bílý, měkký přechodný kov.
Chemicky je erbium méně reaktivní než předchozí prvky ze skupiny lanthanoidů. Na suchém vzduchu je prakticky stálé, ve vlhkém prostředí se pomalu pokrývá vrstvičkou oxidu. Snadno se rozpouští v běžných minerálních kyselinách za vývoje vodíku.
Ve sloučeninách se vyskytuje pouze v oxidačním stavu +III. Erbité soli vykazují vlastnosti podobné sloučeninám ostatních lanthanoidů a hliníku. Všechny tyto prvky tvoří například vysoce stabilní oxidy, které nereagují s vodou a jen velmi obtížně se redukují. Ze solí anorganických kyselin jsou důležité především fluoridy a fosforečnany, jejich nerozpustnost ve vodě se používá k separaci lanthanoidů od jiných kovových iontů. Erbité soli mají obvykle červenou nebo narůžovělou barvu.
Erbium objevil roku 1843 švédský chemik Carl Gustaf Mosander v minerálu gadolinitu, avšak čistý elementární kov byl připraven až v roce 1943. Jméno dostalo erbium podle vesnice Ytterby, švédské vesnice, poblíž které bylo poprvé nalezeno. Od ní je odvozen i název pro ytterbium, yttrium a terbium

## Výskyt a výroba
Erbium je v zemské kůře obsaženo v koncentraci přibližně 2,6 mg/kg, o jeho obsahu v mořské vodě údaje chybí. Ve vesmíru připadá jeden atom erbia na 100 miliard atomů vodíku.
V přírodě se erbium vyskytuje pouze ve formě sloučenin. Neexistují však ani minerály, v nichž by se některé lanthanoidy (prvky vzácných zemin) vyskytovaly samostatně, ale vždy se jedná o minerály směsné, které obsahují prakticky všechny prvky této skupiny. Mezi nejznámější patří monazity (Ce, La, Th, Nd, Y)PO4 a xenotim, chemicky fosforečnany lanthanoidů, dále bastnäsity (Ce, La, Y)CO3F– směsné flourouhličitany prvků vzácných zemin a např. minerál euxenit (Y,Ca,Ce,U,Th)(Nb,Ta,Ti)2O6.
Velká ložiska těchto rud se nalézají ve Skandinávii, USA, Číně a Vietnamu. Významným zdrojem jsou i fosfátové suroviny – apatity z poloostrova Kola v Rusku
Při průmyslové výrobě vzácných prvků se jejich rudy nejprve louží směsí kyseliny sírové a chlorovodíkové a ze vzniklého roztoku solí se přídavkem hydroxidu sodného vysráží hydroxidy.
Jednotlivé prvky se separují provádí řadou různých postupů – kapalinovou extrakcí, za použití ionexových kolon nebo selektivním srážením nerozpustných komplexních solí.
Čistý kov se obvykle připravuje redukcí fluoridu erbitého ErF3 elementárním vápníkem.
2 ErF3 + 3 Ca → 2 Er + 3 CaF2

## Použití a sloučeniny
- Podobně jako gadolinium a holmium, vykazuje erbium vysoký účinný průřez pro záchyt tepelných neutronů a jeho slitiny jsou materiálem pro výrobu moderátorových tyčí v jaderných reaktorech. Zasunutím těchto tyčí do nitra reaktoru dojde k poklesu neutronového toku a tím zpomalení štěpné reakce.
- V metalurgickém průmyslu se přidáním erbia do slitin vanadu zlepšují jejich mechanické vlastnosti – snižují jejich tvrdost a přispívají k lepší opracovatelnosti slitků.
- Sloučeniny erbia se ve sklářském a keramickém průmyslu užívají pro barvení skloviny a glazur do červena a růžova.
- Některé vláknové lasery pracující v pulsním režimu jsou založeny na použití optického vlákna dotovaného erbiem.